# Peter Leonhard Braun
Peter Leonhard Braun (* 11. Februar 1929 in Berlin) ist ein deutscher Feature-Autor, Hörfunk-Redakteur und Medienfestival-Manager.

## Leben
Nach dem Abitur 1948 studierte Peter Leonhard Braun Volkswirtschaft an der FU Berlin-Dahlem und schloss 1953 als Diplomvolkswirt zur „Soziologie des Rundfunks“ ab. 1953 begann er als Feature-Autor und Radio-Feuilletonist für das Berliner Studio des NWDR Hamburg-Köln, später für den Sender Freies Berlin zu arbeiten. Als freier Autor und Regisseur beim Hörfunk wirkte er überwiegend in Berlin, 1963 auch in Paris und 1964/1965 in London.
Berühmt wurde er 1967 mit seiner stereofonen Dokumentation über die industrielle Tierzucht Hühner. Weitere bekannte Features sind  Hyänen (1971) und Glocken in Europa (1973).
Den Vorgänger Hans Georg Berthold ablösend war Peter Leonhard Braun von 1974 bis 1994 Leiter der Feature-Abteilung des ehemaligen SFB. Sein Nachfolger wurde Wolfgang Bauernfeind.
Von 1973 bis 1995 organisierte Peter Leonhard Braun die Internationale Featurekonferenz, eine jährlich stattfindende Welt-Konferenz der Macher von Hörfunk-Features, wechselnd ausgetragen in Berlin, Wien, Stockholm, Montreal, Helsinki, Brüssel, Sydney, Dublin, Kopenhagen, Budapest, Basel, London, Oslo, Warschau und Amsterdam.
Von 1979 an zeichnet er für den Hörfunkbereich und ab 1983 auch für den Fernsehbereich im internationalen Prix Futura Berlin verantwortlich und organisiert von 1988 bis 2000 auch den Prix Europa. Danach bis 2020 Schatzmeister des Prix Europa und verantwortlich für das Medium Hörfunk im Wettbewerb.

## Hörfunk-Features
- 1955 Einmal kein Ameise sein, SFB
- 1955 Zur Eckkneipe; SFB
- 1956 Berliner Bummel: Zur Hellseherin, SFB
- 1957 Berliner Bummel: Vorbei am Bücherkarren, SFB
- 1957 Berliner Bummel: In den Mai oder Schule der jungen Männer I, SFB
- 1957 Berliner Bummel: Auf Freiers Füssen oder Schule der jungen Männer II, SFB
- 1957 Fruchthof Berlin, Regie: L. Kompatzki, Deutsche Welle/SFB/Radio Bremen
- 1957 Die Vergessenen (Nicht anerkannte Flüchtlinge), WDR/Deutsche Welle
- 1957 Sommer an der Havel, Deutsche Welle/SFB
- 1957 Berliner Badewanne (Havel im Sommer), SFB
- 1957 Berlin-Bahnhof Zoo, Deutsche Welle
- 1957 Berliner Geschichten I, u. a. mit Heinz Drache, Heidemarie Theobald, Wolfgang Wölfer u. a.; Regie: Tom Toelle, SFB
- 1957 Berliner Geschichten II, SFB
- 1958 Die Sonne geht in Osten unter - 25 Jahre Diktatur, WDR
- 1958 Flughafen Tempelhof - Berlins Brücke zur Welt, mit Herbert Stass; Regie: Curt Goetz-Pflug, SFB
- 1958 Die belagerte Stadt, mit Heinz Giese, Klaus Miedel; Regie: Tom Toelle; SFB
- 1958 Berliner Bummel: Frühlingsschaufensterparade, SFB
- 1959 Berliner Geschichten IV, SFB
- 1959 Bagatelle in Rosa, SFB
- 1959 Die Berliner Börse - Ein Kapitel Berliner Wirtschaftsgeschichte, SFB
- 1959 Berliner Bummel: Zu früher Stunde, SFB
- 1959 Berliner Geschichten V (Sommernacht, Magnolien, Oktoberfest), SFB
- 1959 Berliner Geschichten VI, SFB
- 1960 Die Berlinerin, SFB/WDR
- 1960 Modehauptstadt Berlin, mit Klaus Miedel; Regie: Tom Toelle; SFB
- 1961 Urlaub in Cornwall, mit Peter Mosbacher, Klaus Miedel; Regie: Siegfried Niemann, Koproduktion: SFB/WDR
- 1961 Auf verbotenen Wegen, SFB
- 1961 Im Hintergrund der Eiffelturm – Ein Berliner in Paris, Regie: Rolf von Goth, Koproduktion: SFB/SWF
- 1962 Pariser Nippes, mit Klaus Miedel; Regie: Rolf von Goth, Koproduktion: SFB/WDR
- 1963 Debüt in Bayreuth, mit Rolf Henninger; Regie: Siegfried Niemann; Koproduktion: SFB/SWF
- 1964 Pariser Filigran, mit Wolfgang Kieling, Regie: Tom Toelle, Koproduktion: SFB/WDR/SWF
- 1964 Londoner Abend, mit Heiner Schmidt, Gert Westphal und Herbert Fleischmann; Regie: Hans Bernd Müller, Koproduktion: SFB/WDR/SWF
- 1965 Londoner Report, mit Paul Edwin Roth, Klaus Miedel und Ernst Jacobi; Regie: Hans Bernd Müller, Koproduktion: SFB/WDR/SWF
- 1965 Spielen Sie niemals Blindekuh, mit Ricarda Benndorf und Heinz Klevenow; Regie: Hans Bernd Müller, Koproduktion: SFB/WDR/SWF
- 1965 Gestatten, ein Gespenst, mit Ricarda Benndorf, Heinz Klevenow, Jürgen Thormann, Gert Haucke u. a.; Regie: Hans Bernd Müller, Koproduktion: SFB/SWF/WDR
- 1967 Hühner, mit Joachim Nottke, Gert Haucke, Heinz Giese u. a., Ton: Günter Genz und Karl Heinz Lalla, Regie: Hans Bernd Müller, Koproduktion: SFB/BR/WDR
- 1968 Catch as Catch Can, mit Peter Mosbacher, Ton: Günter Genz, Regie: Peter Leonhard Braun, Koproduktion: SFB/WDR/BR/SR
- 1969 Mit den Ohren gaffen, SFB
- 1970 8 Uhr 15, Operationssaal III, Hüftplastik, Ton: Günter Genz, Regie: Peter Leonhard Braun, Koproduktion: SFB/BR/WDR
- 1971 Hyänen, Plädoyer für ein verachtetes Raubtier, mit Günter König, Ton: Dieter Großmann, Regie: Peter Leonhard Braun, Koproduktion: SFB/WDR/BR/NDR/SR/SRG Basel/NOS-Hilversum
- 1973 Glocken in Europa, mit Günter König, Ton: Dieter Großmann, Regie: Peter Leonhard Braun, Koproduktion: SFB/BR/NDR/SR/WDR/BRT BRÜSSEL/ORF Wien/ORTF Paris/RDRS Studio Basel/NOS Hilversum, auch als Hörbuch-CD, Der Audio Verlag 2000

## Fernseh-Feature
- 1961 Berliner Durchreise - Rendezvous mit einer 'anziehenden' Industrie, Regie: Tom Toelle, SFB, Ursendung: 13. April 1961, ARD

## Bücher
- Urlaub in Cornwall. 4 Features im Sender Freies Berlin. Haude & Spener, Berlin 1965.
- Hühner. Catch as catch can. 8.15 Uhr OP III Hüftplastik. Hyänen. 4 Feature-Texte. Haude & Spener, Berlin 1972.

## Auszeichnungen
- 1964 Kurt-Magnus-Preis
- 1969 Stereo-Preis der deutschen Rundfunkindustrie für Catch as catch can
- 1973 Prix Italia für Glocken in Europa
- 1974 URTNA-Preis (Afrikanische Rundfunkunion) für Hyänen (arabische Fassung)
- 1974 Premios Ondas für Glocken in Europa (spanische Fassung)
- 2007 Auszeichnung des Lebenswerkes mit dem AUDIO LUMINARY AWARD beim Third Coast Festiva in Chicago
- 2012 erhielt Peter Leonhard Braun den Axel-Eggebrecht-Ehrenpreis der Medienstiftung der Sparkasse Leipzig.

## Zitat
„Das Feature ist das missverstandene Fach. Es ist die Form größerer Wortproduktion, die am häufigsten verwendet wird und von der man am wenigsten weiß. Besonders sind Unkenntnis und Missverstehen dort verbreitet, wo man es erwartet: unter Fachleuten.
Dabei lassen sich am Horizont der drahtlosen Schöpfungsgeschichte Geburt und Artung des Features noch deutlich ausmachen. Man konnte konstatieren, das Feature wurde mit dem Radio geboren, weil neben dessen bloßer Übertragungsfunktion (Musik, Vortrag) von Anbeginn auch die Gestaltungsfunktion (wirksame Benutzung der funkischen Möglichkeiten) stand. Und das neue Know-how zur Herstellung von Wortsendungen hieß (in England) Feature. Oder man kann fabulieren, als das Feature in seiner medialen Wiege lag, schwebten die beiden zuständigen Feen herbei und orakelten.
Die gute Fee: ‚Es soll alles können, was das Radio kann, es soll mit ihm wachsen und sich millionenfach vermehren, es soll seine Lebendigkeit und Vielfalt haben … es braucht nur noch einen wundervollen Namen.‘
Die böse Fee: ‚Wir nennen es Feature.‘
Gute Fee: ‚Weißt Du, am Anfang versteht natürlich niemand so recht, was man mit dem Radio machen kann, unser Feature soll deshalb auch alles ausprobieren, kleine Sendungen und große, einfache und schwere … Willst Du noch einen Wunsch hinzufügen?‘
Böse Fee: ‚Es soll sich für möglichst alles eignen.‘
Das war der Fluch: die Vielverwendbarkeit. Begabung und Verdammung zugleich. Schimpfname: Mädchen für alles. Brauchbar für jede wortproduzierende Abteilung und deswegen meist ohne Zugehörigkeit, nicht sesshaft. Der Zigeuner des Radios, der Ewige Jude, das Rumpelstilzchen. Diesen Grundkonflikt muss man sich klarlegen.“